# María Martínez de Puga (obraz Goi)
María Martínez de Puga – obraz olejny wykonany przez hiszpańskiego malarza Francisca Goyę (1746–1828). Obecnie należy do zbiorów Frick Collection w Nowym Jorku.

## Okoliczności powstania
Po zakończeniu hiszpańskiej wojny niepodległościowej toczonej przeciwko Napoleonowi i przywróceniu monarchii absolutnej, w Hiszpanii zapanował terror i prześladowania liberałów, zwolenników konstytucji i popierających Francuzów (tzw. afrancesados – sfrancuziałych), z którymi sympatyzował Goya. Obawiając się konfiskaty majątku i poważniejszych represji Goya rozważał emigrację. Pierwsze miesiące 1824 roku spędził ukrywając się w domu swojego przyjaciela jezuity José Duaso y Latre. W tym samym roku król Ferdynand VII ogłosił powszechną amnestię, a Goya otrzymał pozwolenie na wyjazd do Francji. Latem 1824 wyjechał do Bordeaux, miasta skupiającego hiszpańską burżuazję na emigracji.
Portret Marii Martínez de Pugi powstał na początku 1824 jako jeden z ostatnich obrazów namalowanych przed emigracją malarza. Portretowana była prawdopodobnie krewną Dionisia Antonia Pugi, którego podpis (w charakterze świadka) pojawia się w dokumencie potwierdzającym utrzymanie pensji nadwornego malarza w czasie nieobecności Goi na dworze. Obraz mógł zostać namalowany jako dowód wdzięczności za pomoc udzieloną Goi przed wyjazdem do Francji oraz dbanie o ciągłość jego pensji na emigracji.
Sposób przedstawienia postaci i niektóre elementy portretu, takie jak trudne do malowania ręce, znacznie wpływały na cenę obrazu, a także na poświęcony mu czas pracy. Na licznych portretach pędzla Goi ręce modeli są ukryte w połach kamizelki, za plecami modela, lub w inny sposób.

## Analiza
Kobieta została przedstawiona na podzielonym na dwie części tle w odcieniach czerni i zieleni. Ma na sobie czarną satynową suknię z koronkami przy mankietach i dekolcie, namalowanymi w impresjonistycznym stylu. Zawieszony na szyi zegarek jest przymocowany do pasa. W brązowych, kręconych włosach ma wpięty złoty diadem, kolczyki również są złote. Różowe usta wyróżniają się na tle białej skóry. Nosi białe rękawiczki, a dłoniach trzyma zamknięty wachlarz i chusteczkę. Portret ma wyraźne cechy modernizmu: kontrastujące kolory, kontury zaznaczone na czarno, wyraźne pociągnięcia pędzlem widoczne zwłaszcza na tkaninie sukni i tle. Obraz wydaje się zapowiadać preimpresjonizm Maneta.

## Historia obrazu
Należał do madryckiej kolekcji historyka Aureliano de Beruete, a następnie do kolekcji Sir Hugh Lane w Londynie i J. H. Dunn w tym samym mieście. Znajdował się w Galerii Colnaghi & Knoedler (w Londynie i w Nowym Jorku) aż do 1914 roku, kiedy nabył go Henry Clay Frick do zalążka przyszłej Frick Collection.